# 少叶姜
少葉薑（學名：Zingiber oligophyllum）為薑科薑属下的一個種。

## 扩展阅读
- 維基物種上的相關：少叶姜